# قراول‌تپه (استان نارین)
قراول‌تپه (به لاتین: Karool-Tebe) یک منطقهٔ مسکونی در قرقیزستان است که در منطقه نارین واقع شده‌است. قراول‌تپه ۳٬۴۸۹ متر بالاتر از سطح دریا واقع شده‌است.